# Eupithecia europaea
Eupithecia europaea là một loài bướm đêm trong họ Geometridae.